# Макарівка (Новогеоргіївський район)
Макарівка — колишній хутір Новогеоргіївського району Кіровоградської області. Наприкінці 1950-х років, територія колишнього хутора була затоплена водами Кременчуцького водосховища.
Станом на 1946 рік, хутір Макарівка разом із хуторами Бабичівка, Бабинівка, Бондарівка і селом Пеньківка входили до Пеньківської сільської ради.